# Ian Syster
Ian Syster (* 20. Januar 1976; † 25. Dezember 2004 in Upington) war ein südafrikanischer Langstreckenläufer.
Als südafrikanischer Marathonmeister fuhr er zu den Leichtathletik-Weltmeisterschaften 2001 in Edmonton, wo er im Marathonlauf den 14. Platz belegte.
2002 stellte er beim London-Marathon mit 2:07:06 seine persönliche Bestzeit auf. Beim Marathon der Leichtathletik-Weltmeisterschaften 2003 in Paris belegte er den siebten Platz, im selben Jahr siegte er beim Peking-Marathon.
Ian Syster kam am Weihnachtsmorgen 2004 zusammen mit seinem zwei Monate alten Sohn bei einem Autounfall ums Leben, als er auf dem Weg zu seiner Familie war.